# Casina degli ippocastani

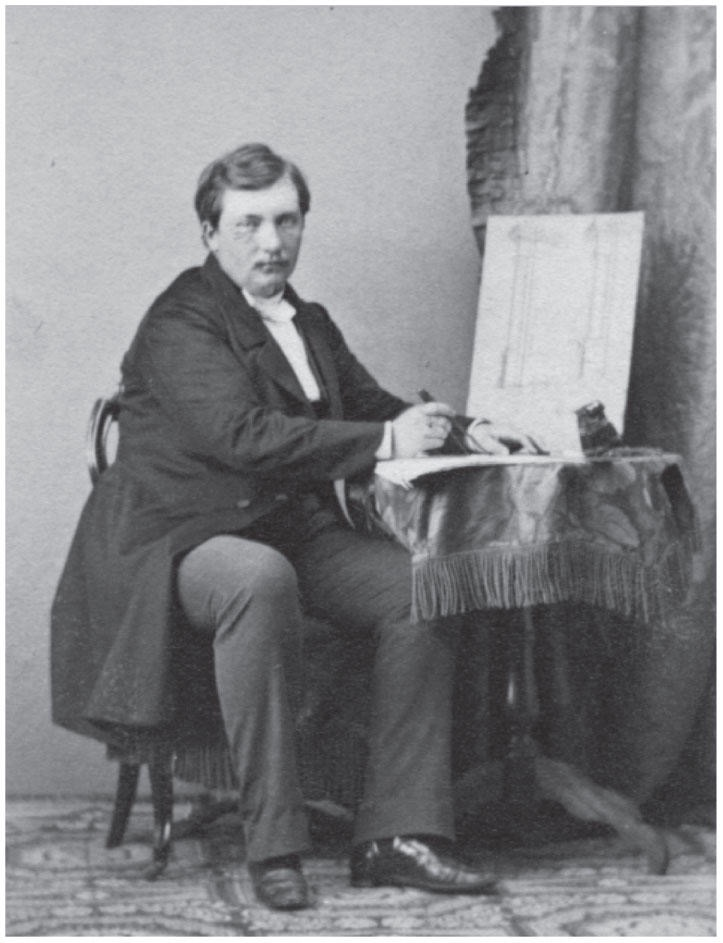
Immagine di Walther Fol tra il 1855 e il 1860

La Casina degli ippocastani, o Casina dell'ippocastano, è una piccola costruzione in stile alpino eretta intorno al 1880; si trova immersa nei giardini pubblici del centro storico di Spoleto, nel crocevia tra via Martiri della resistenza e Viale Matteotti, davanti alla Spoletosfera.
Venne costruita per essere punto di ritrovo e di ristoro durante le attività ricreative che si svolgevano ai giardini pubblici, la cui realizzazione era iniziata nel 1876. 
Il suo nome deriva dal tipo di alberi che maggiormente la circondano: numerosi grandi esemplari di ippocastani.

## Storia
Fu progettata dall'ingegnere Walther Fol, svizzero di Vandœuvres, che con la moglie Erminia Sinibaldi di Spoleto (sposata nel 1875), abitava una villa da egli stesso progettata sul colle dei Cappuccini, poi divenuta villa Antonini dopo il 1890.
Venne edificata in luogo di una piccola edicola votiva chiamata cappella della Madonna dei sette dolori che sorgeva in prossimità di uno degli ingressi principali della città, la secentesca porta San Luca a ridosso delle mura medievali, porta demolita nel 1931.
Fino ai primi anni trenta la Casina rimase protetta dalle mura, la cui parte superiore chiudeva il piazzale retrostante verso il colle dei Cappuccini; lungo la possente cinta si trovava una fontanella, trasferita in vicolo del Pozzo dopo la demolizione delle mura; sulla destra un parapetto murario fungeva da belvedere. Una doppia scalinata posta sul muro di sostegno la collegava al livello sottostante (l'attuale parco Chico Mendes).
Le mura furono demolite tra il 1932 e il 1935 lungo tutto il tratto di via Martiri della Resistenza, intervento che modificò notevolmente l'assetto ambientale dell'intera zona. Il piazzale dietro la Casina, totalmente aperto verso le colline circostanti, mostrò un'improvvisa continuità fra città e paesaggio. Venne aggiunta nel 1933 una terza scalinata proprio sul retro.

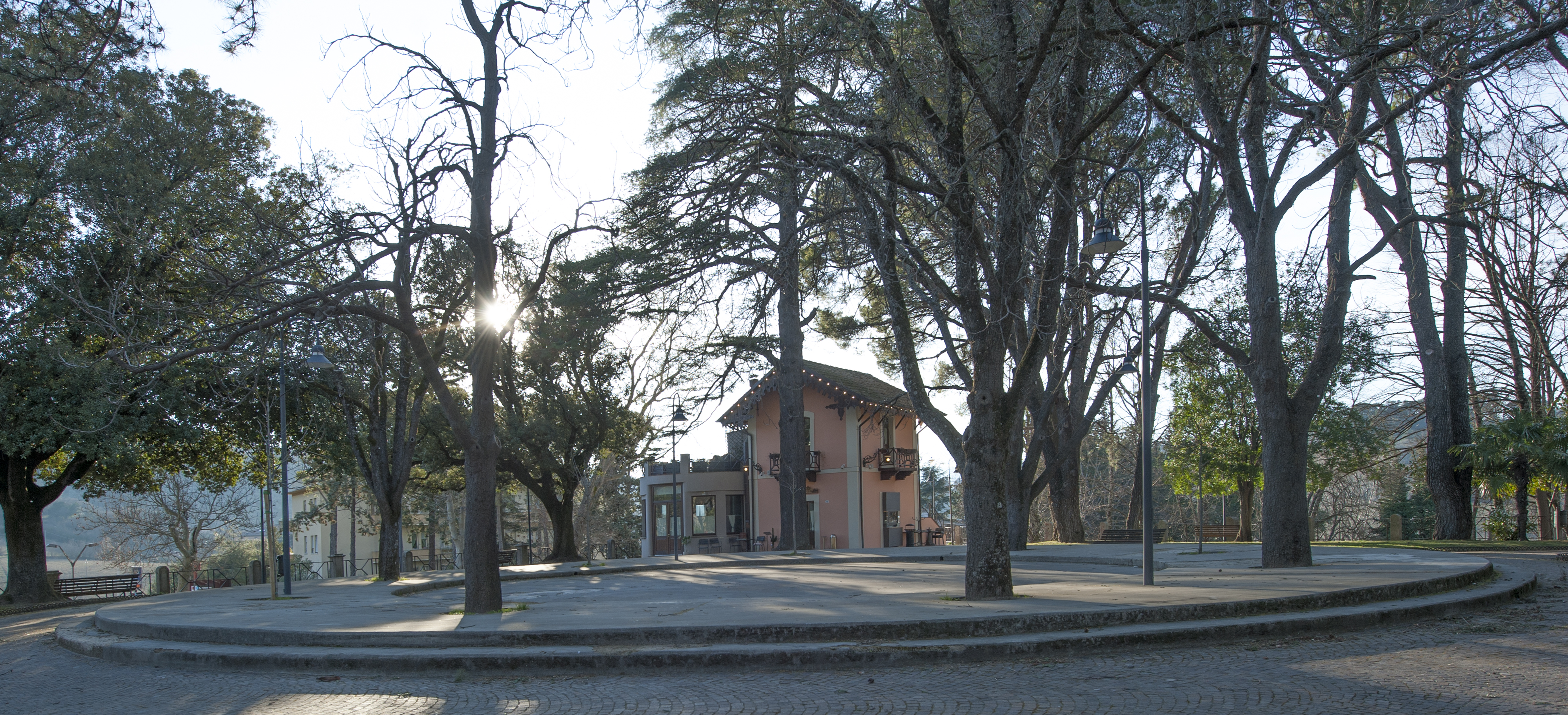
Casina degli ippocastani con pista da ballo

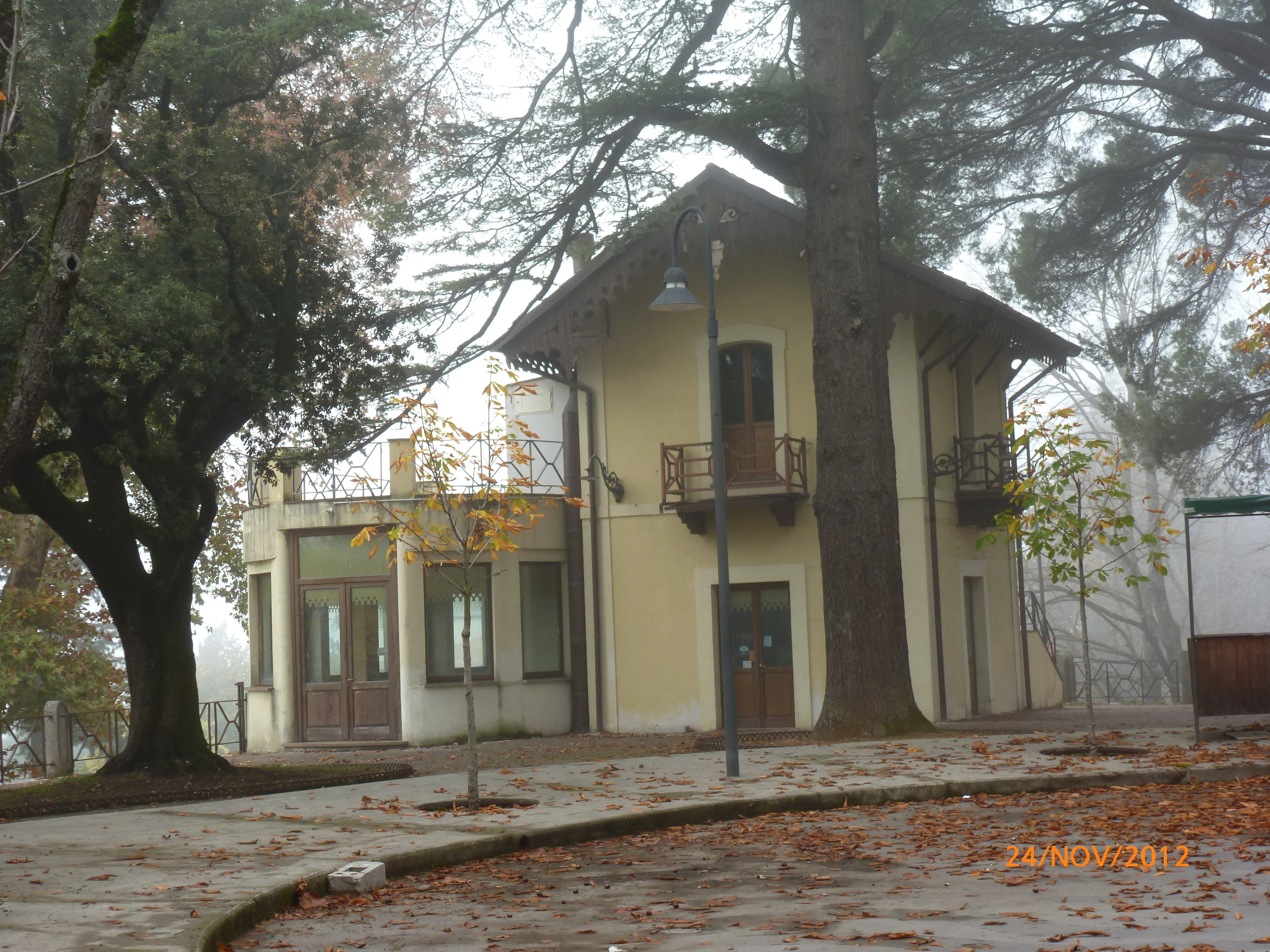
Casina degli ippocastani

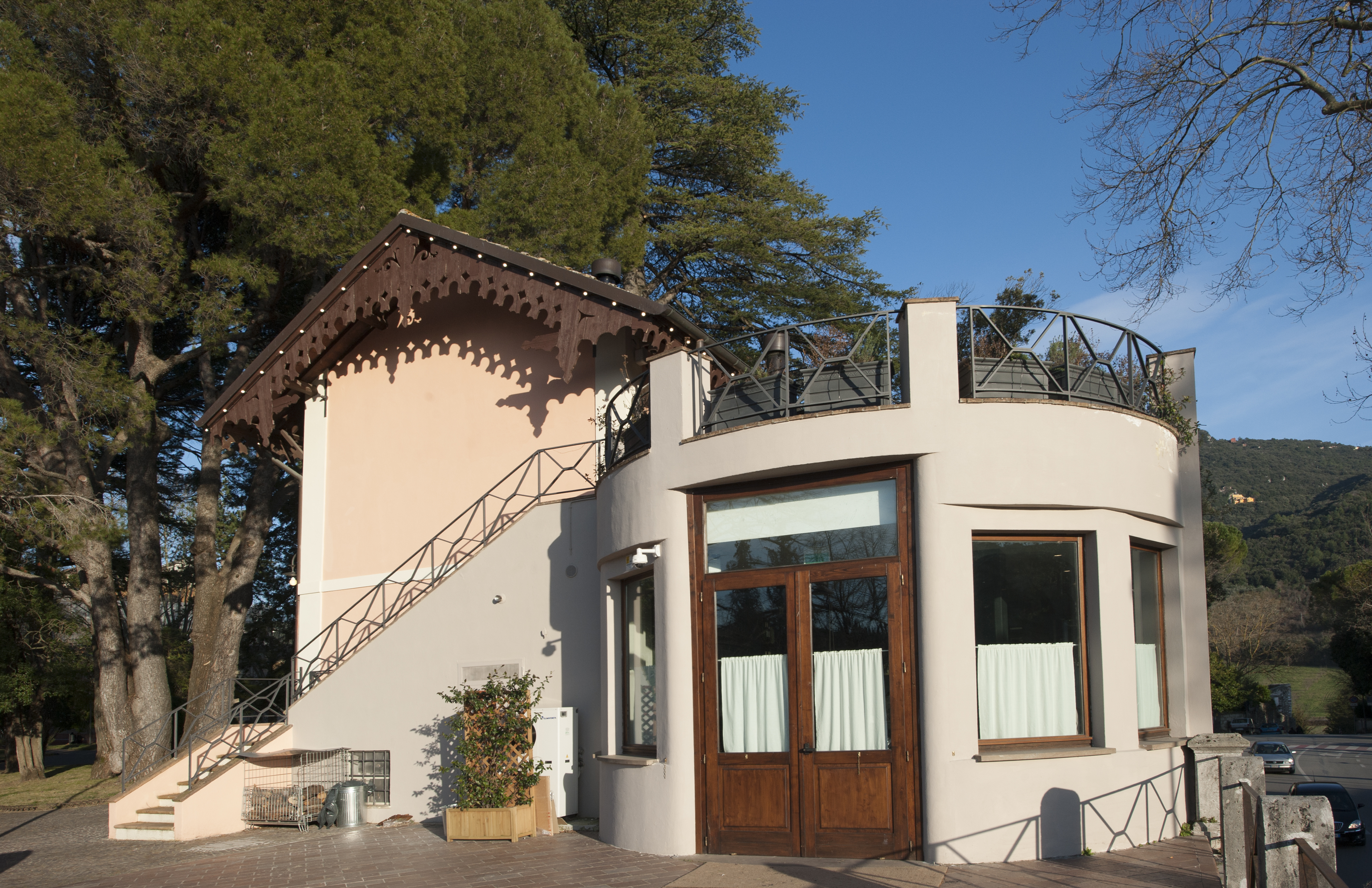
Casina dell'Ippocastano sul retro

Nel 1936 nel piazzale antistante venne costruita una pista da ballo di forma rotonda, in pietra con due gradini d'accesso, e vennero sistemate tutte le stradine interne ai giardini.
Soprattutto nel dopoguerra l'attività ricreativa alla Casina, attorniata da decine di tavolinetti, si fece piuttosto intensa: i militari giunti in città con le truppe angloamericane si esibivano sulla pista in sfrenati balli americani; vi si svolgevano sfilate di moda, concerti, balli in maschera e non, serate danzanti con musica dal vivo, e non mancavano incontri organizzati con personalità del mondo della cultura e dello spettacolo.
Ha continuato ad essere un punto di ritrovo molto frequentato dagli spoletini e dai villeggianti fino agli inizi degli anni ottanta, poi il declino: lunghi periodi di chiusura, raid vandalici notturni, abbandono. Negli anni novanta il tentativo di un suo recupero grazie all'avviamento di un ristorante-pizzeria, non ha prodotto il rilancio sperato.
Nel 2003 la pista da ballo venne decorata da Sol LeWitt in occasione del Festival dei Due Mondi, ma attualmente (marzo 2015) il disegno è quasi illeggibile.
Dopo ulteriori anni di abbandono, incuria e degrado, nell'estate del 2014 la Casina degli ippocastani ha ripreso l'attività, tornando ad essere un punto di riferimento per la movida cittadina. Nell'occasione si è provveduto al ripristino della colorazione originaria delle pareti esterne.

## Descrizione
Il piccolo edificio è a due piani ed è fiancheggiato sul lato sinistro da un ampio bovindo con terrazza soprastante. Ha la facciata a capanna con ampi cornicioni, e tetto a spiovente, tipico degli chalet svizzeri, ornato da una cornice di legno intagliata in corrispondenza della gronda. Al piano superiore sono presenti due balconi con ringhiera di legno, uno in facciata e l'altro sul lato destro. All'interno i locali comprendono un bar-bistrò, cucina e sale ristorante. All'esterno vi sono numerosi tavoli e panchine all'ombra di grandi alberi.
Nei dintorni, fra gli ippocastani si trovano anche un cedro dell'Atlante, una sequoia sempreverde, un pino strobo, un fillirea e grandi lecci. 
In una delle aiuole è posta una scultura del 1984 di Agapito Miniucchi, realizzata in basalto, intitolata Hant.

## Storia della zona circostante
La zona circostante da piazza della Delegazione (oggi Libertà) al colle dei Cappuccini subì importanti mutamenti a partire dall'inizio del XIX secolo.

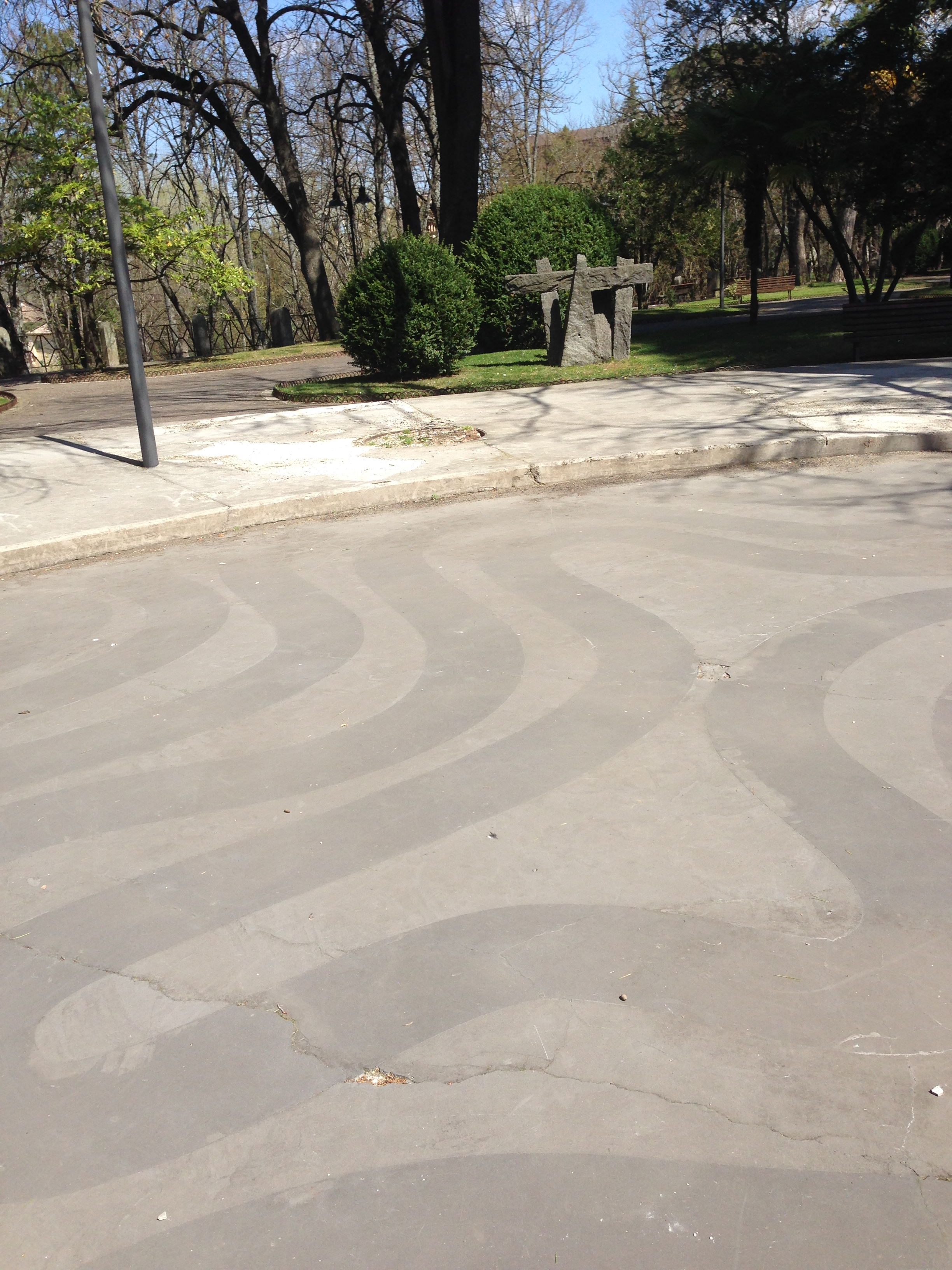
La pista da ballo decorata da Sol LeWitt nel 2003. In lontananza Hant, scultura di Agapito Miniucchi

### LaPasseggiata

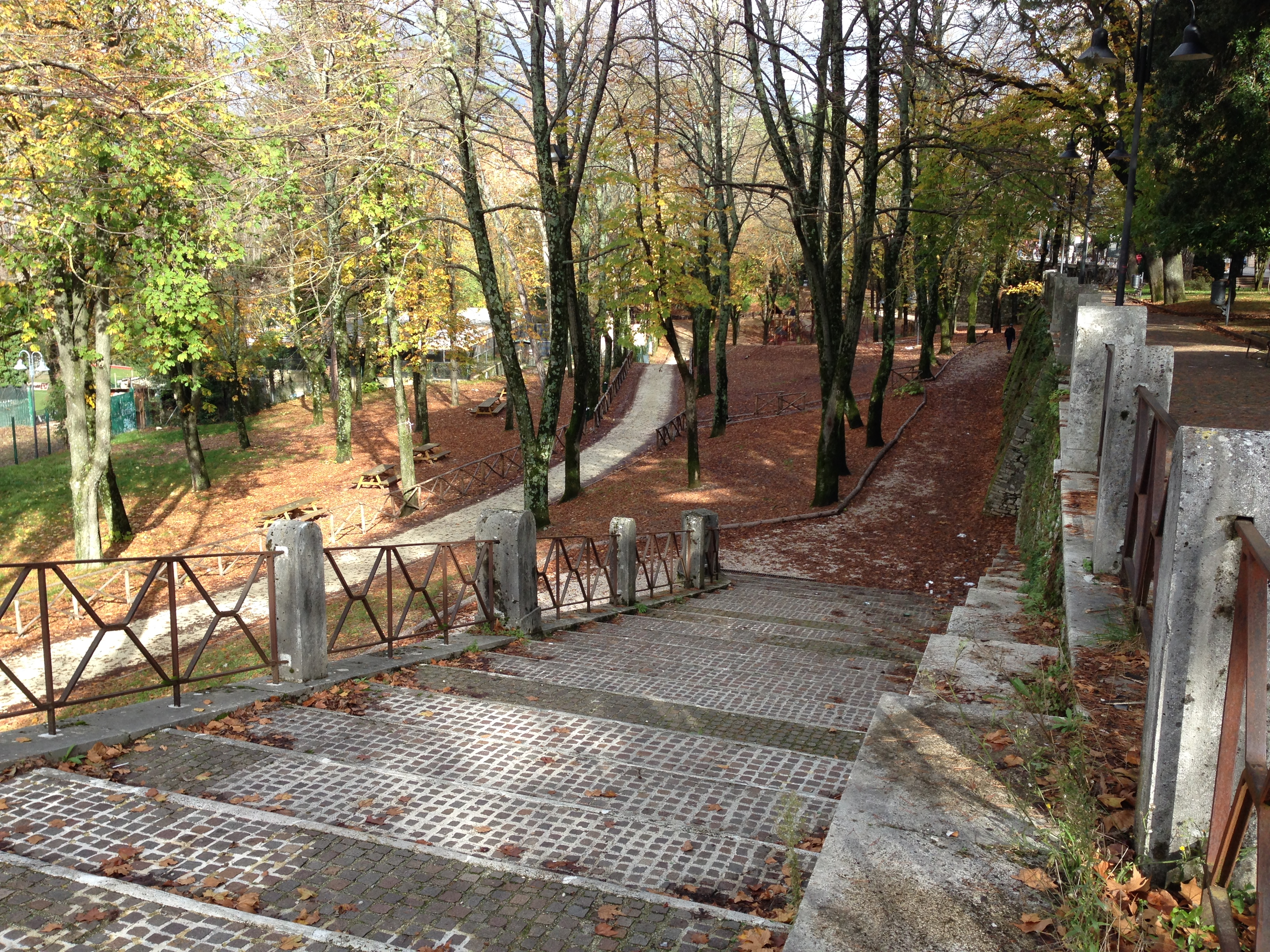
Scalinata che dalla Casina dell'ippocastano scende al parco Chico Mendes

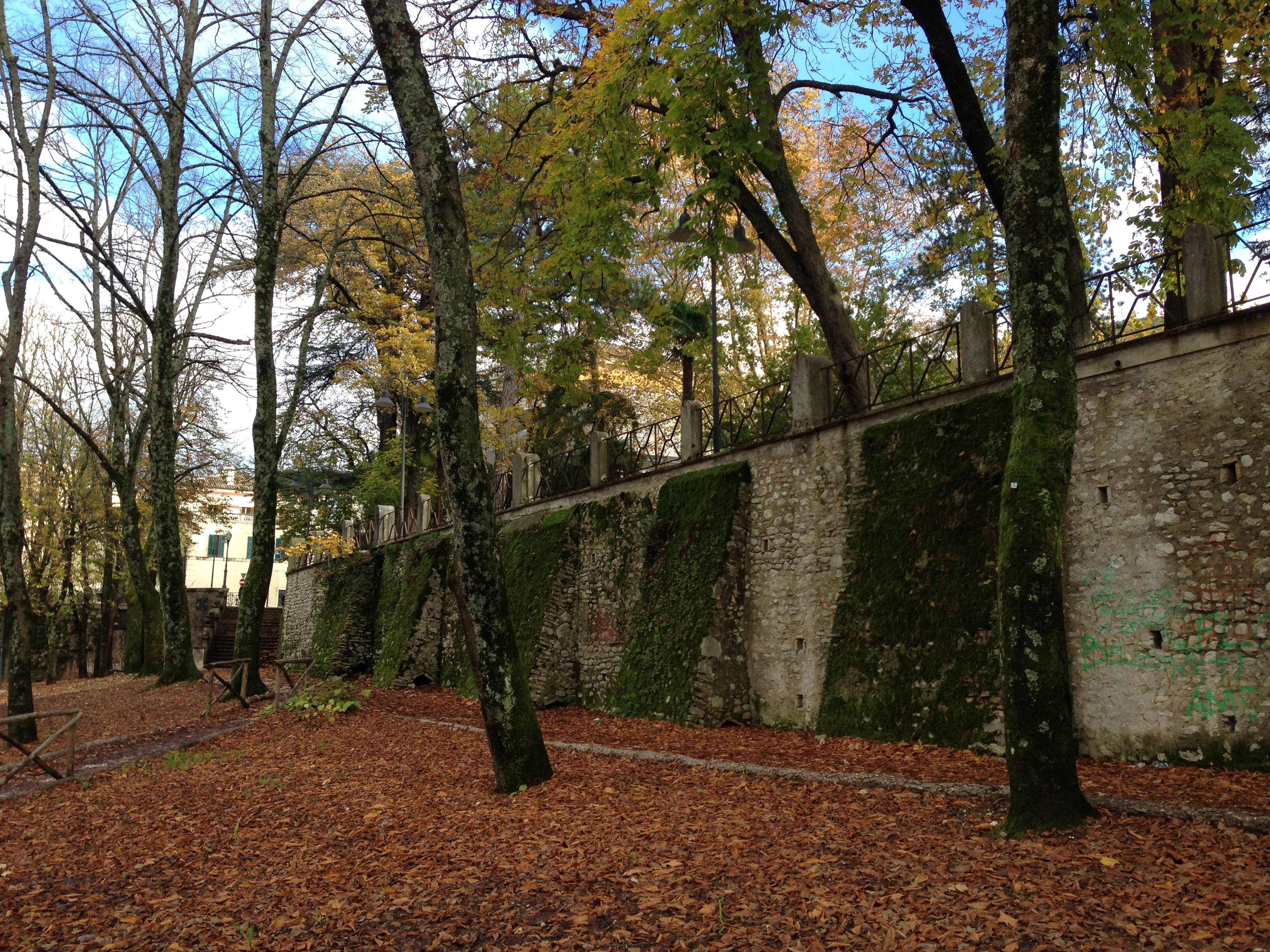
Muro di sostegno visto dal parco Chico Mendes

Nel 1816-17 venne realizzata la Pubblica Passeggiata tra porta San Luca e il colle dei Cappuccini; parte dei lavori vennero svolti di notte per superare il divieto dei canonici di San Pietro che non volevano cedere il terreno. Così l'ha descritta Achille Sansi: 
(Achille Sansi)

### I giardini pubblici
Un altro importante cambiamento avvenne allorché, intorno all'anno 1860, dopo un travagliatissimo iter durato circa 40 anni, la costruzione della Traversa Nazionale Interna, che aveva comportato pesanti tagli e mutilazioni nell'antico tessuto urbano, interessò l'ultimo tratto, quello compreso tra piazza della Libertà e la Passeggiata.
La zona era occupata in parte da un grande orto adibito a vivaio per alberature appartenente ai padri serviti del duecentesco convento di San Luca, e in parte da un'estesa vigna di proprietà dell'allora sindaco Giuseppe Sorchi. Per dare inizio ai lavori fu necessario procedere all'esproprio forzato dei terreni, possibile solo allo scadere del mandato del sindaco (1867), e dopo dolorose demolizioni a sinistra di palazzo Ancajani. In pratica un vasto terreno agricolo interno alle mura venne in parte convertito a verde pubblico e in parte sacrificato alla viabilità.
Per ovviare al forte dislivello in corrispondenza della vigna Sorchi, fra il 1867 e il 1870 furono eretti grossi muri di terrazzamento con contrafforti che sorreggevano il piano stradale dei giardini pubblici. Gli stessi nella loro forma attuale vennero modificati negli anni trenta. Verso il lato opposto fu costruito un ponte ad arcata unica che, tagliando in due la vigna, congiungeva, ieri come oggi, piazza Carducci a palazzo Ancajani. La strada così realizzata fu dotata di ampi marciapiedi nel 1935, e delimitata da balaustre di ferro alternate a pilastri in cemento.

### IlBosco Littorio, attuale parcoChico Mendes
Nel livello sottostante si deliberò di realizzare un Bosco Littorio nel 1929, secondo le disposizioni governative riguardanti tutti i comuni del regno. 
Veniva utilizzato durante la festa del bosco celebrata il 28 ottobre, ricorrenza della marcia su Roma. All'inizio vennero piantate piante poco adatte al terreno come leccio e pino nero che non attecchirono, pertanto vennero sostituite da ippocastani, pioppi e tigli che ancora oggi formano un bel bosco urbano attrezzato con giochi per bambini e tavoli.
Sotto gli alberi tra le altre attività sono presenti una scuola di musica, un campo da calcetto, uno da tennis, un bocciodromo e un bar con annesso spazio adibito ad eventi estivi musicali e non.
Dopo l'uccisione di Francisco Alves Mendes Filho nel dicembre del 1988, l'area è stata dedicata alla sua memoria.

## Foto d'epoca

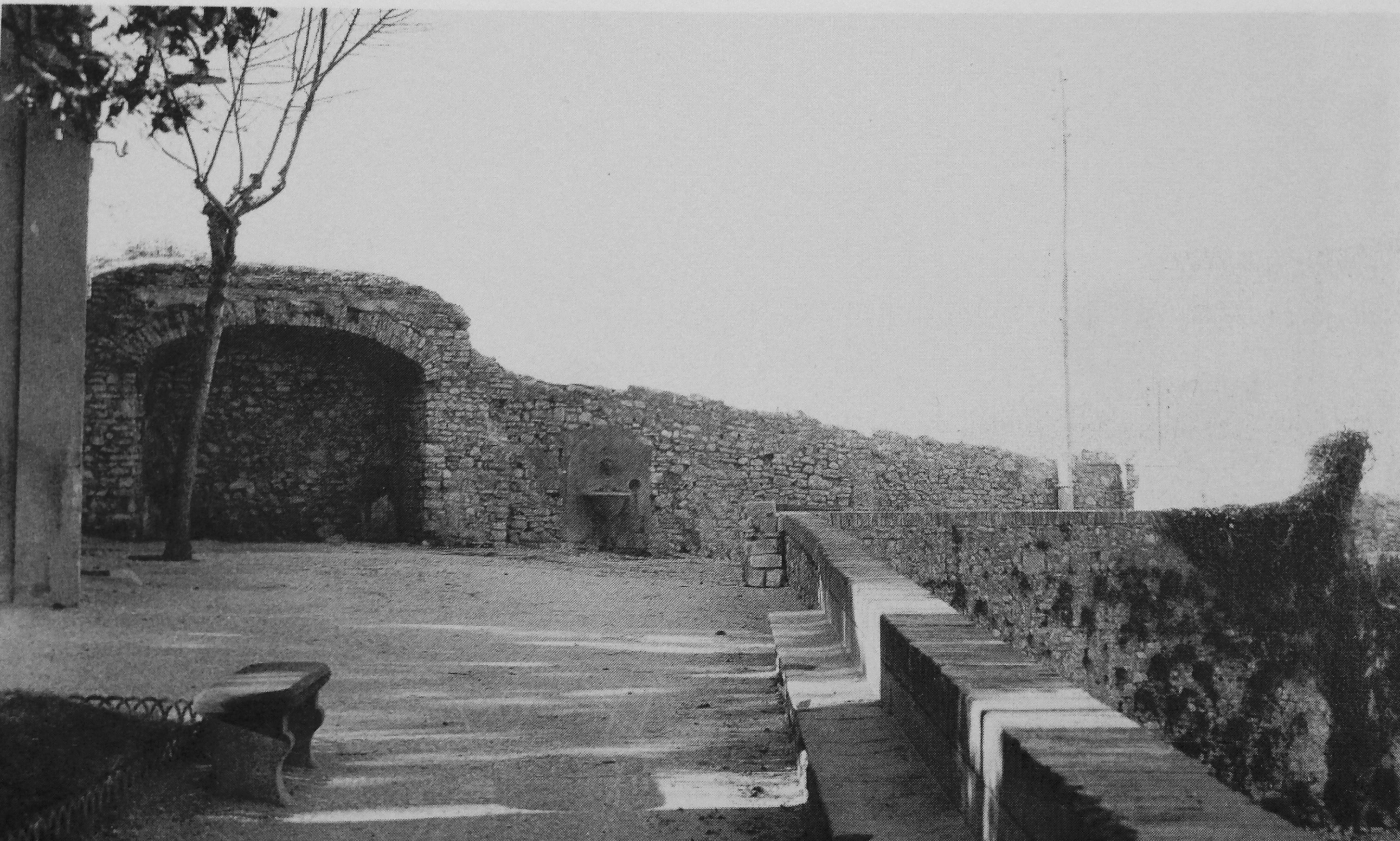
Il largo dietro la Casina prima della demolizione delle mura
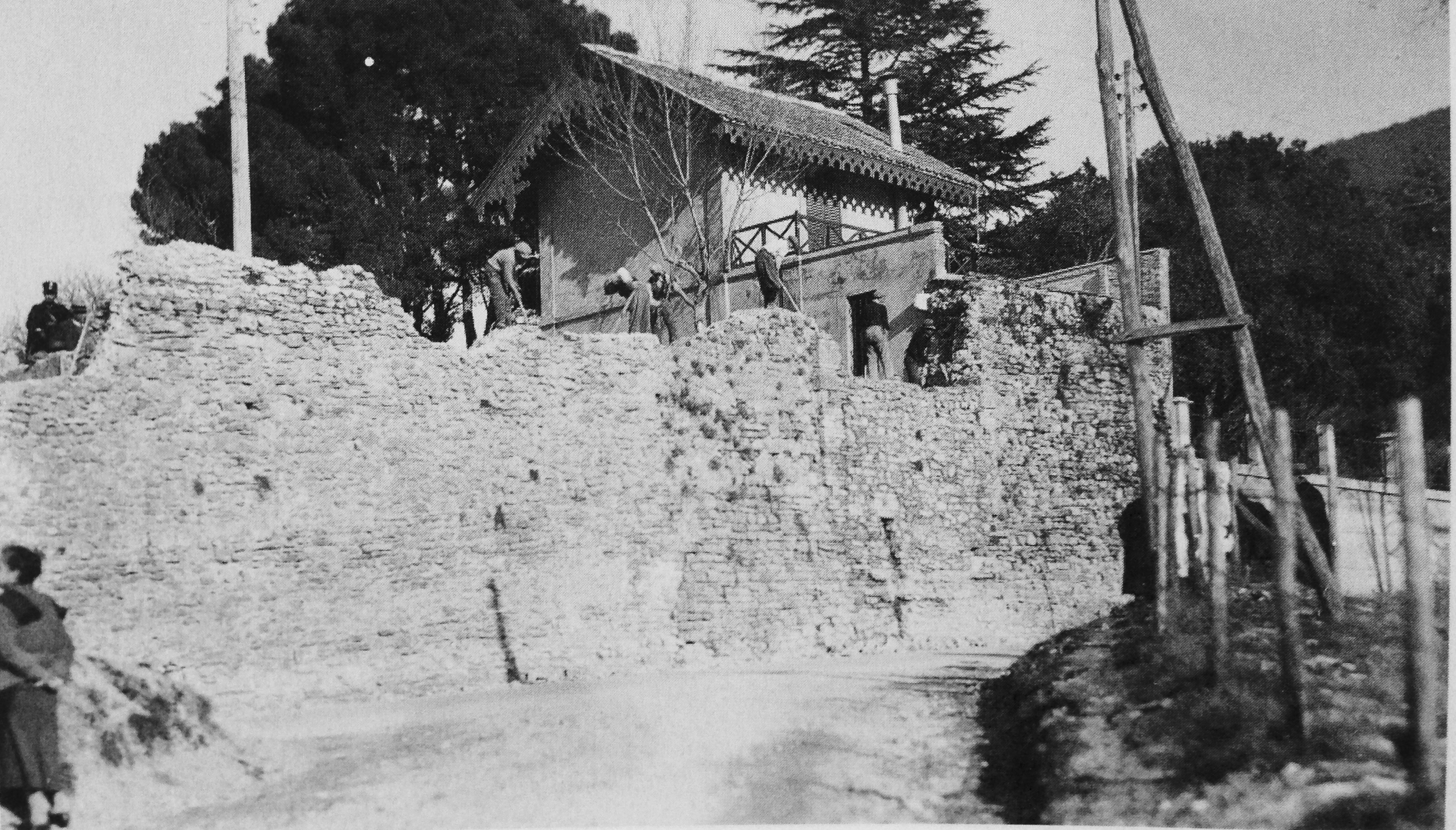
Demolizione delle mura dietro la Casina
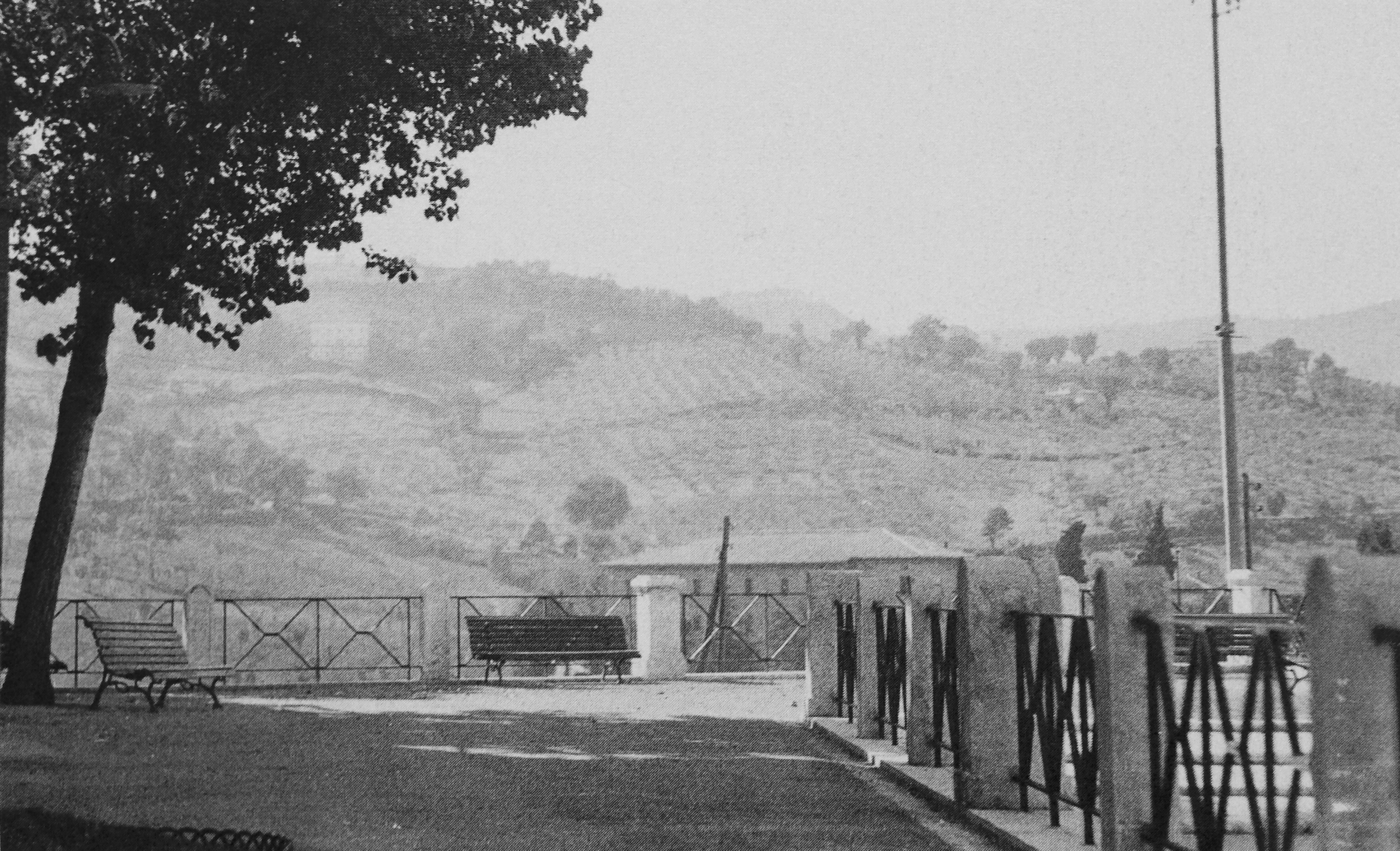
Il largo dietro la Casina dopo la demolizione delle mura
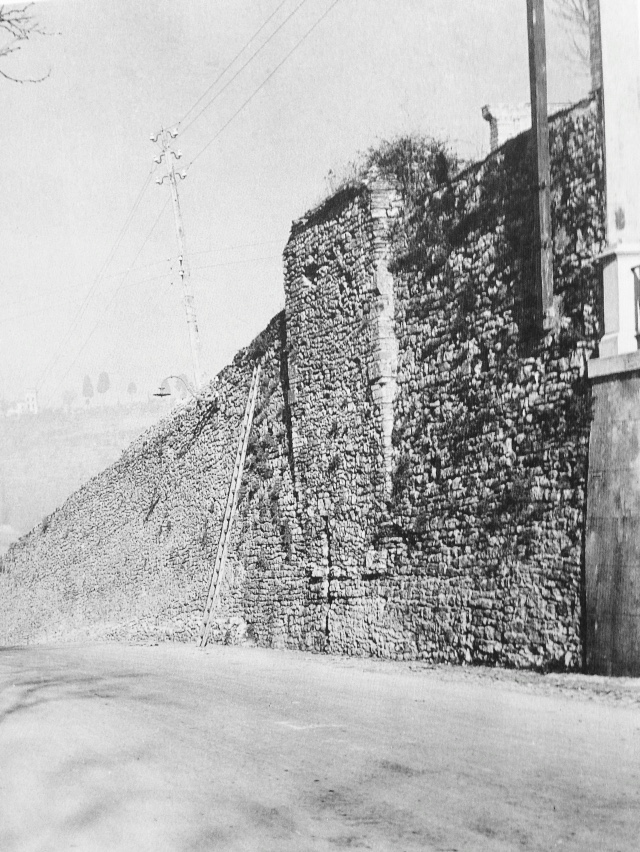
Mura medievali prima della demolizione all'inizio di via Martiri della resistenza
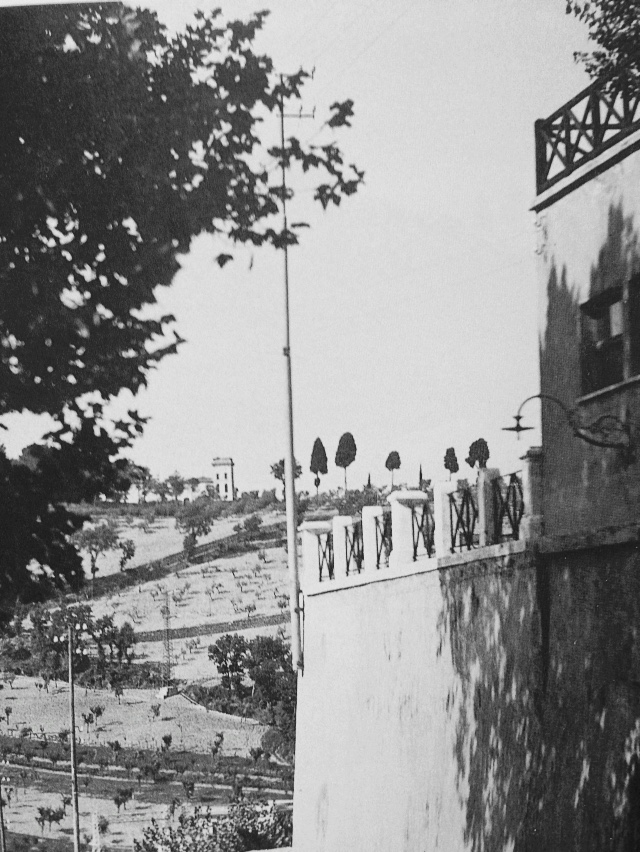
La Casina degli ippocastani (a destra) dopo la demolizione delle mura
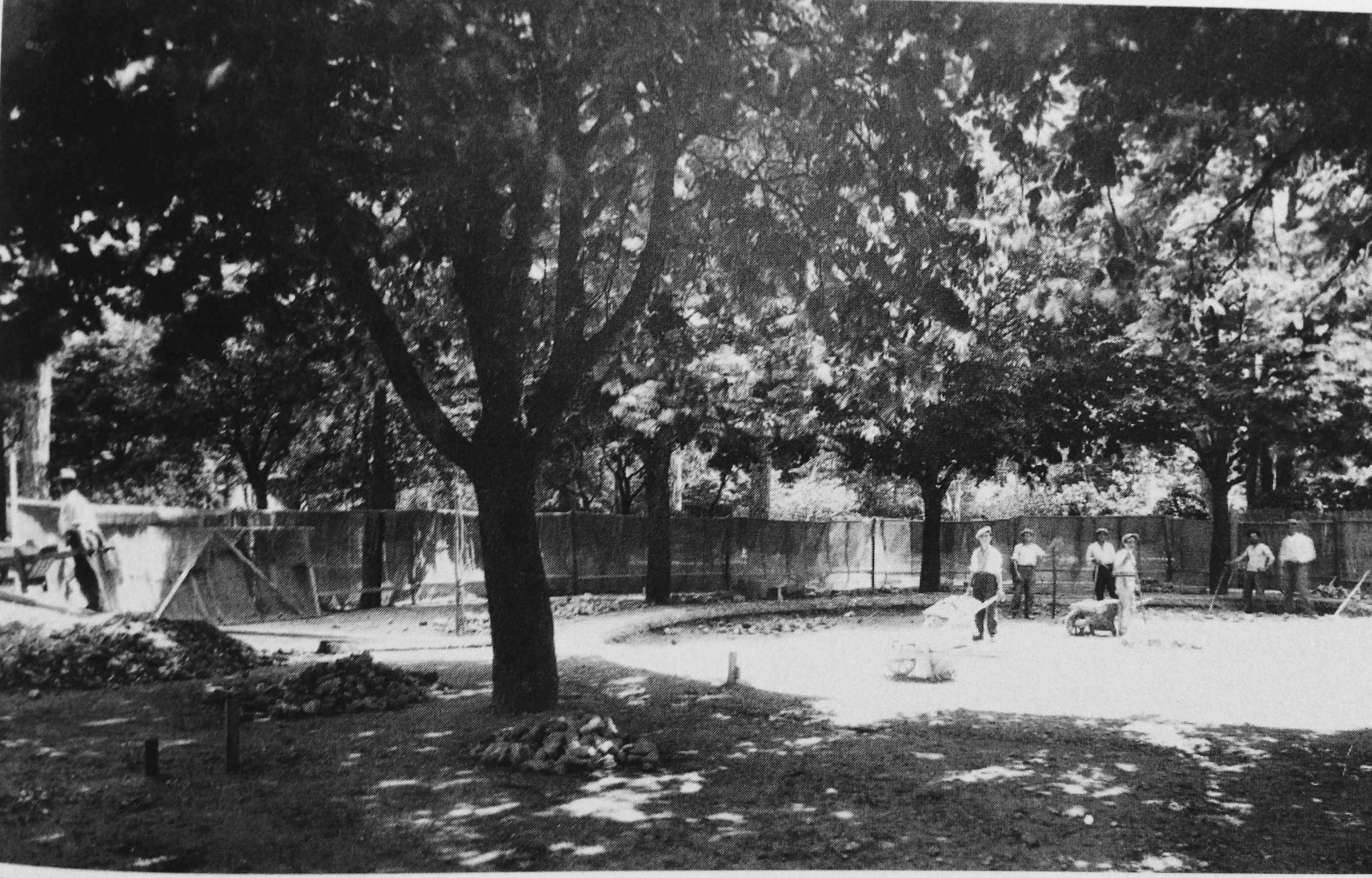
La pista da ballo durante la costruzione. 1936
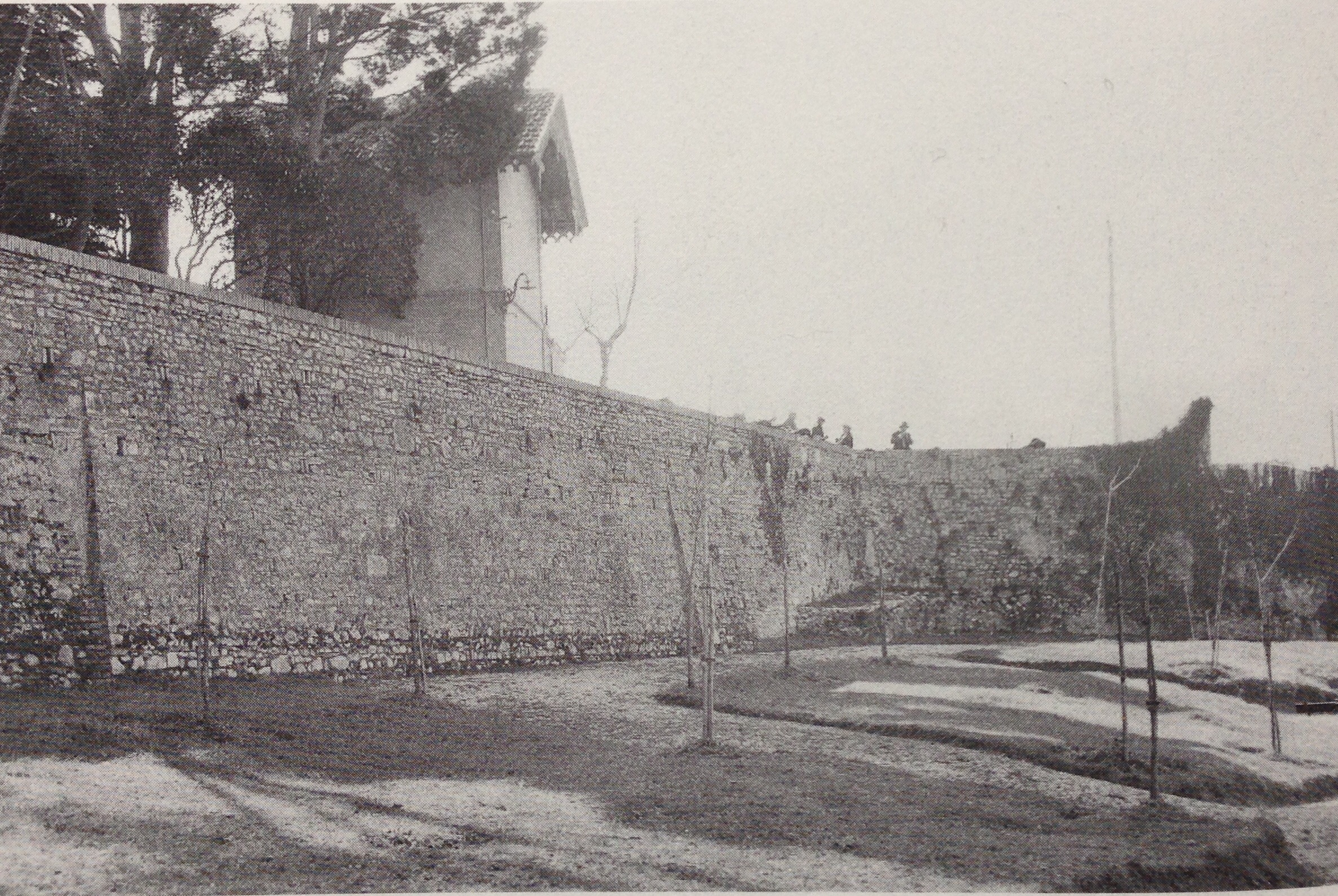
Muro di sostegno prima della sistemazione dei giardini
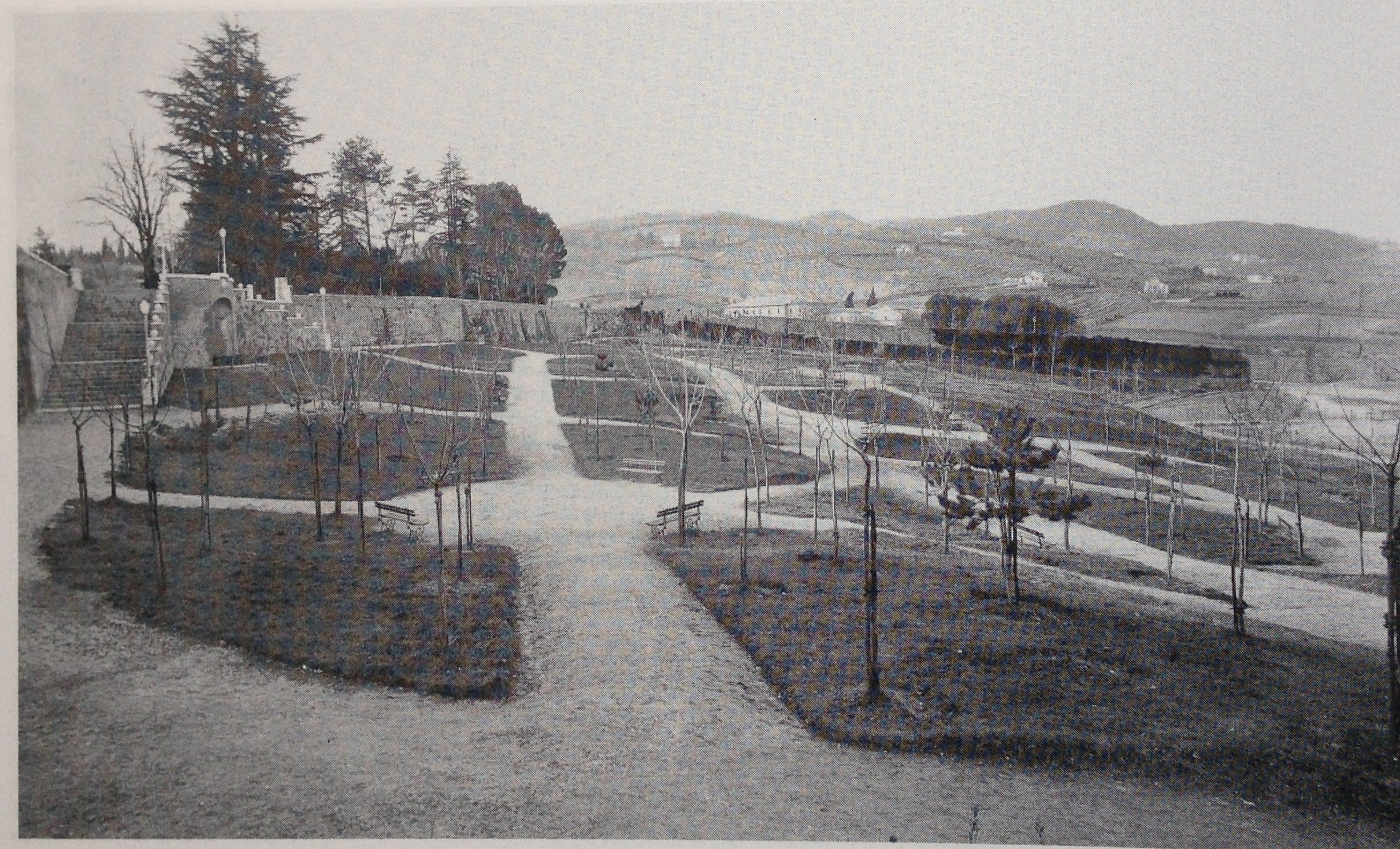
Bosco littorio prima delle demolizioni delle mura medievali
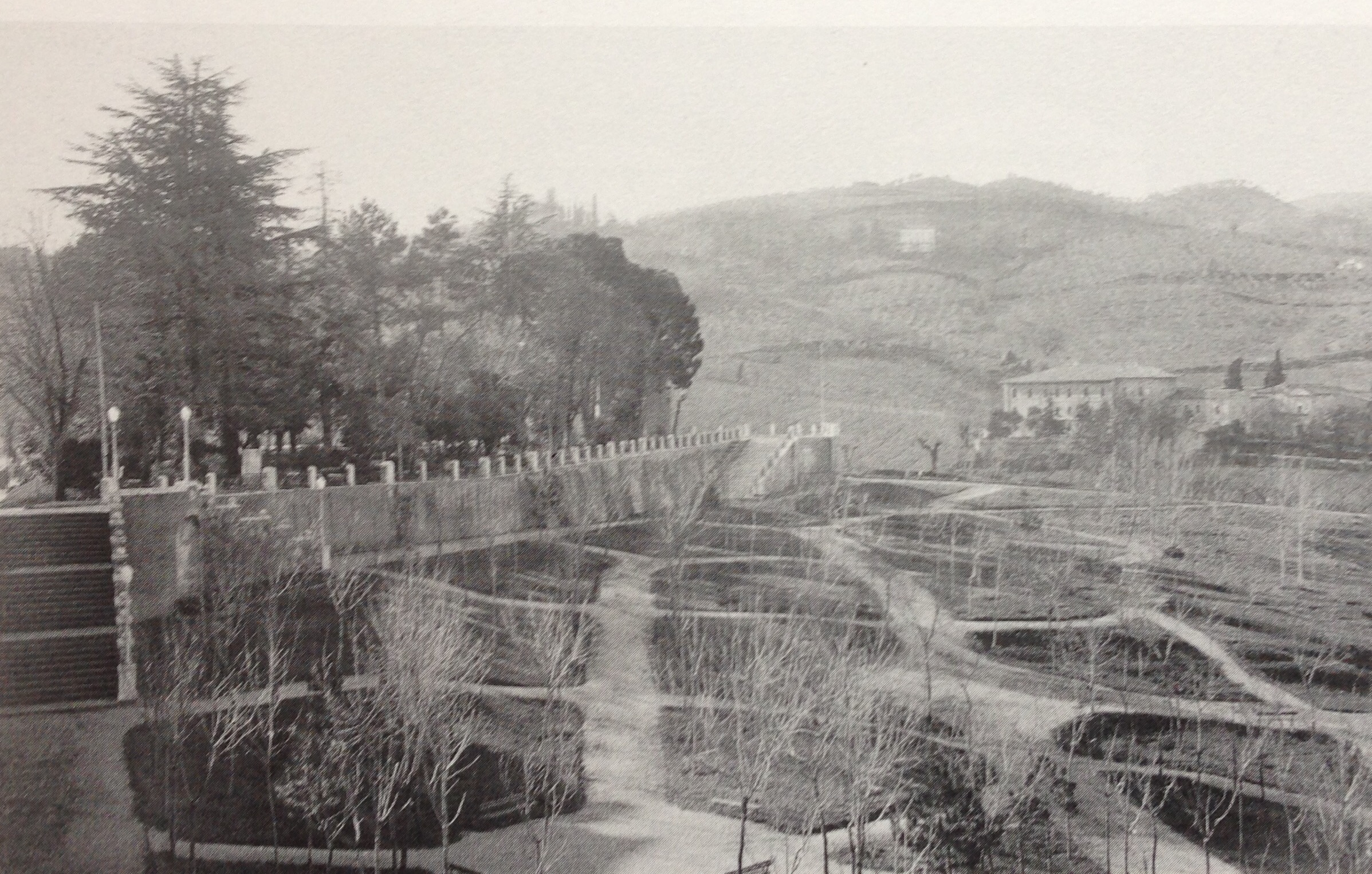
Bosco littorio dopo la demolizione delle mura medievali
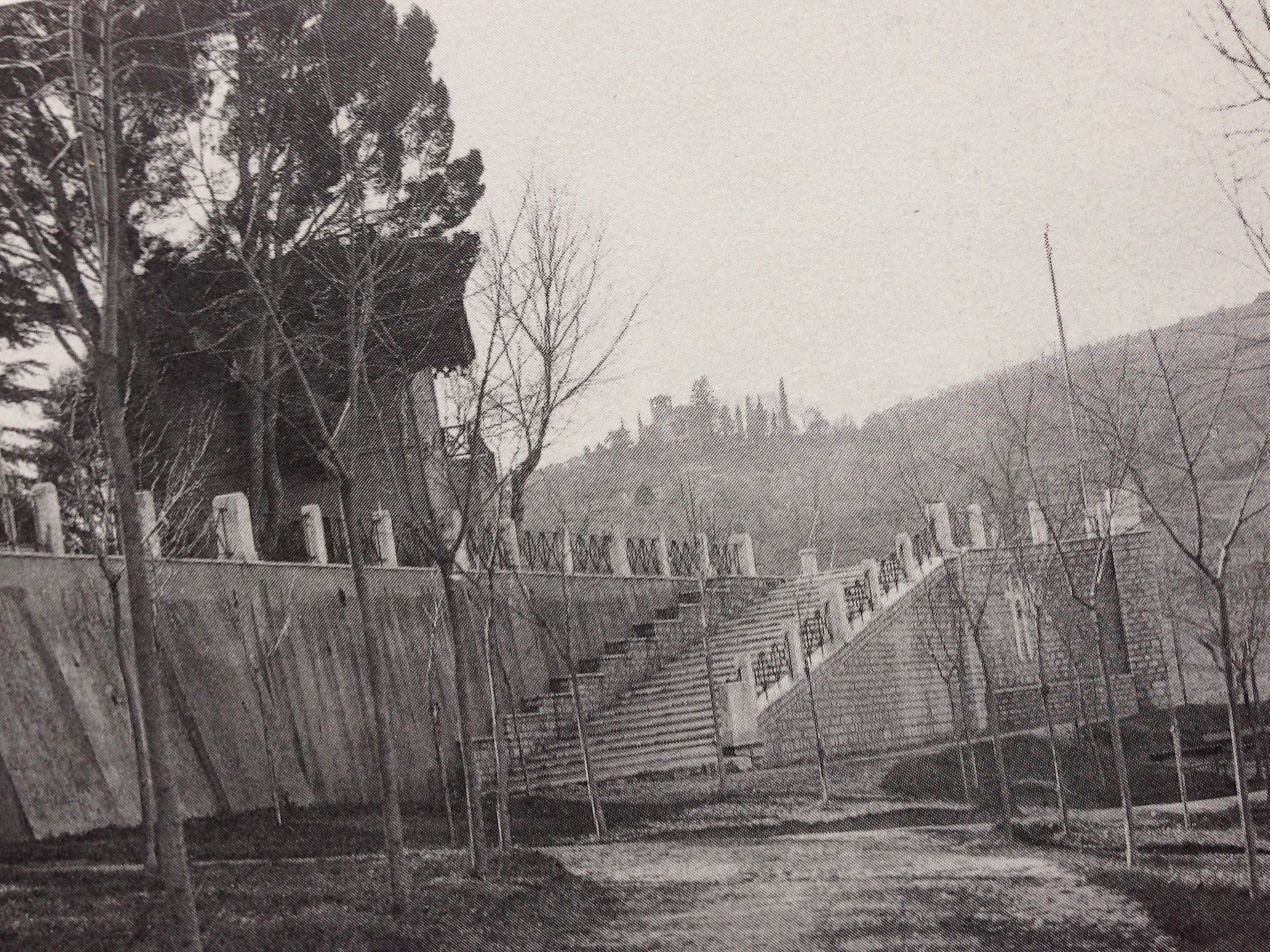
Casina degli ippocastani dopo la sistemazione dei giardini
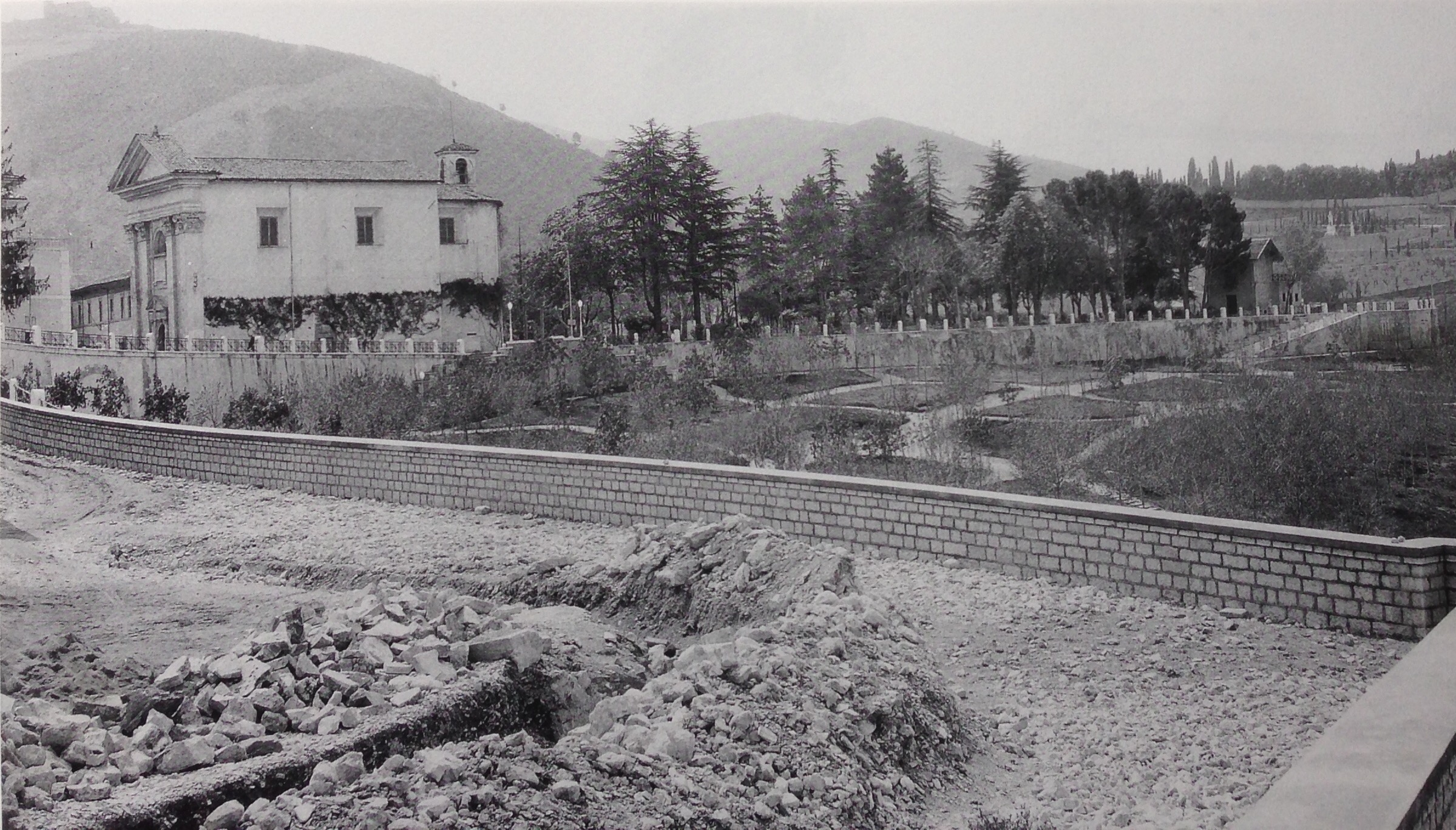
Casina a destra; a sinistra la chiesa di San Luca demolita nel 1947. Sistemazione della frana di via delle Terme avvenuta nel 1930-31
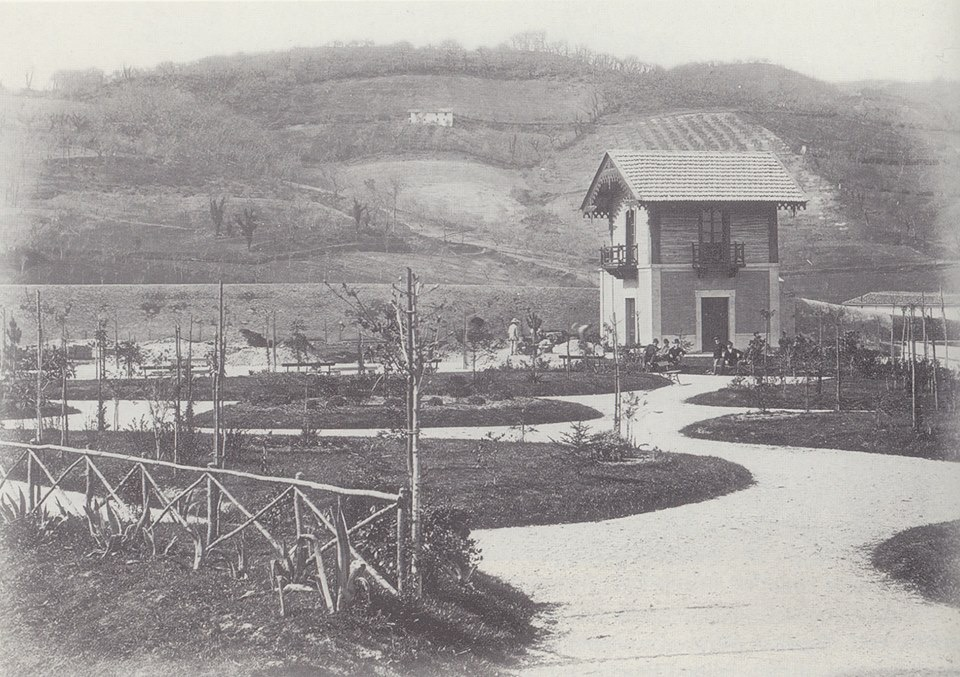
Una delle prime foto